# Ignacy Jan Paderewski
Ignacy Jan Paderewski, poljski pianist, skladatelj in politik, * 6. november 1860, † 29. junij 1941.
Pred prvo svetovno vojno je bil profesor konzervatorija v Varšavi. Po vojni se je začel ukvarjati s politiko.
Med letoma 1919 in 1921 je bil predsednik vlade Poljske, nato pa minister za zunanje zadeve Poljske.
Po porazu Poljske leta 1939 je postal predsednik poljskega emigrantskega parlamenta.

## Dela
- opera Manru
- simfonija Poljska fantazija